# Terra do Imperador Guilherme

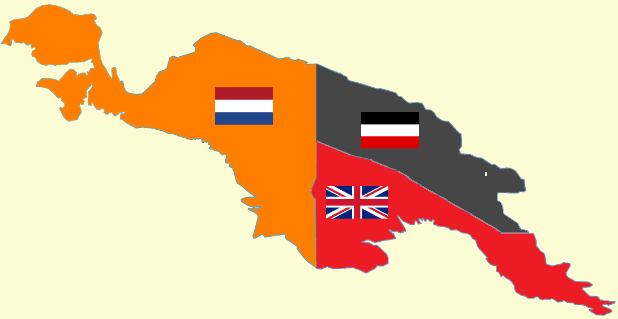
Os territórios colonias de Nova Guiné; em cinza escuro está Kaiser-Wilhelmsland.

Terra do Imperador Guilherme ou Kaiser-Wilhelmsland fez parte da Nova Guiné Alemã (em alemão:  Deutsch-Neuguinea), o protetorado do Pacífico Sul do Império Alemão. Nomeado em homenagem a Wilhelm II, que era o imperador alemão e rei da Prússia, incluiu a parte nordeste da atual Papua Nova Guiné. De 1884 até 1918, o território foi um protetorado do Império Alemão.  Kaiser-Wilhelmsland, Nova Pomerânia, Arquipélago de Bismarck, Ilhas Salomão do Norte, Ilhas Carolinas, Palau, Nauru, Ilhas Marianas e Ilhas Marshall compreenderam Nova Guiné Alemã.
A maioria dos colonos alemães em Kaiser-Wilhelmsland eram fazendeiros, mineiros e funcionários do governo, e o número de colonos europeus, incluindo os não-alemães, nunca foi muito elevado. Em 1885, congregações luteranas e católicas enviaram clérigos para estabelecer missões, que apresentaram um moderado, mas muito lento, sucesso com os povos indígenas. Missionários e fazendeiros seriam igualmente limitados por doenças tropicais, viagens e barreiras de comunicação.
O protetorado não foi totalmente explorado pelos alemães, embora, em 1914, o governo imperial alemão organizasse uma expedição para explorar e mapear o interior. Os missionários luteranos foram frequentemente os primeiros europeus a explorar o interior e examinar as diferentes fauna e flora.

Bandeira imperial colonial do Império Alemão.

Com a eclosão da guerra em 1914, o protetorado alemão foi rapidamente dominado pelas tropas anglo-australianas. Em 1918, como parte dos assentamentos que findaram na Primeira Guerra Mundial, a Terra do Imperador Guilherme seria administrada pelo Commonwealth da Austrália, um domínio britânico.